# NGC 3667B
NGC 3667B (другие обозначения — MCG -2-29-26, PGC 35034) — спиральная галактика (Sb) в созвездии Чаша.
Этот объект не входит в число перечисленных в оригинальной редакции «Нового общего каталога» и был добавлен позднее.